# Port-en-Bessin-Huppain
Port-en-Bessin-Huppain è un comune francese di 2 176 abitanti situato nel dipartimento del Calvados nella regione della Normandia.
Il paese è composto da due parti: Port-en-Bassin è la parte situata sul mare e ai piedi di una falesia mentre Huppain è situata sulla sommità della falesia.
Si affaccia sul Canale della Manica 40 km circa a nord-ovest di Caen e ad una decina di km da Bayeux ed è il più importante porto peschereccio della Normandia.
Il villaggio è situato nel centro dell'area utilizzata nel corso dello sbarco in Normandia, all'estremità orientale della cosiddetta Omaha Beach.
Nell'estate del 1888 vi soggiornò il pittore Georges Seurat che riprodusse in sei tele, raffiguranti il porto e vari panorami dell'abitato e dei dintorni, la luminosità e l'atmosfera del villaggio.

## Società

### Evoluzione demografica
Abitanti censiti

## Quadri del paese
Dipinti di Georges Seurat, 1888:

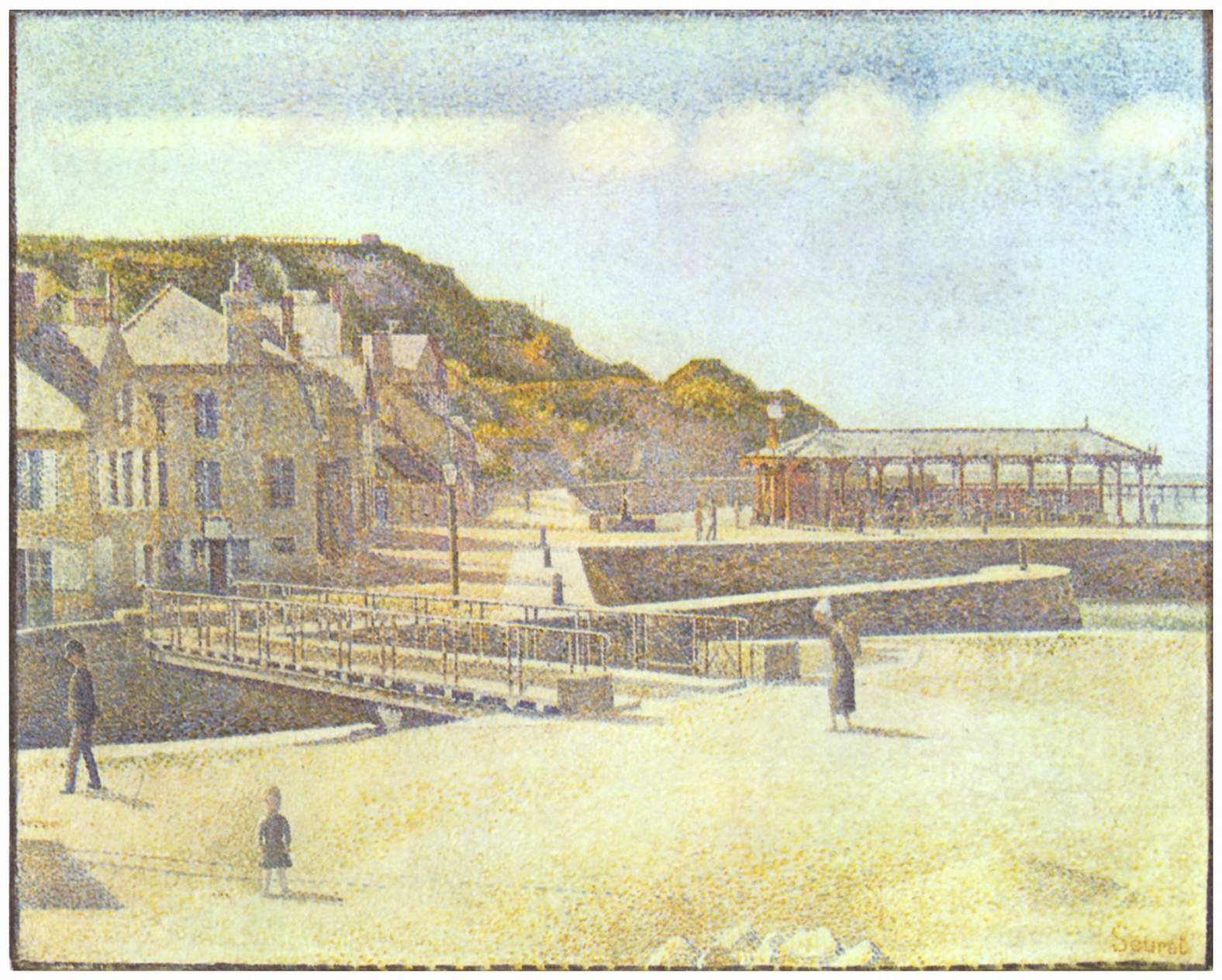
Porto e ponte di Port-en-Bessin-Huppain
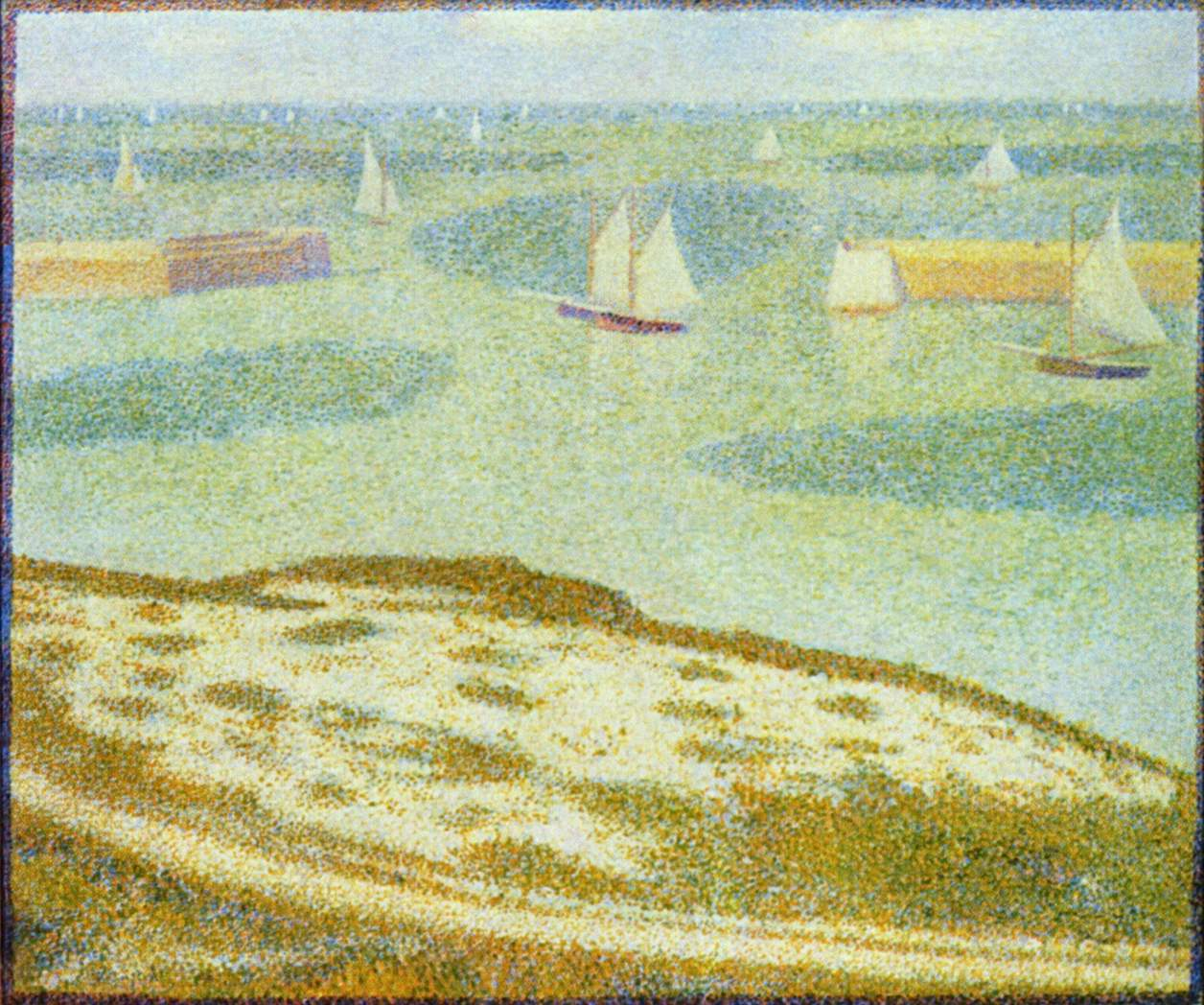
Ingresso del porto di Port-en-Bessin-Huppain
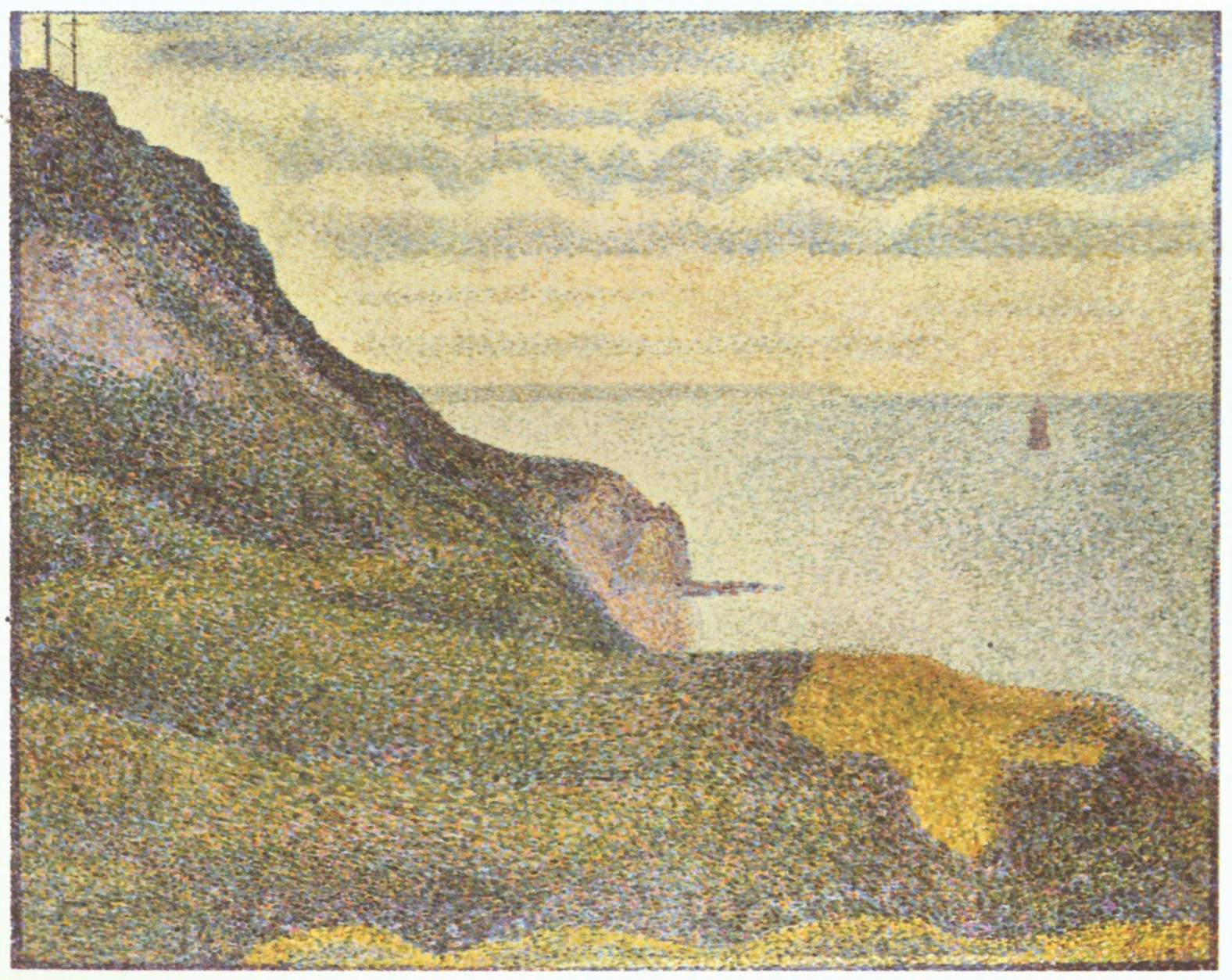
Les Grues et la percée a Port-en-Bessin
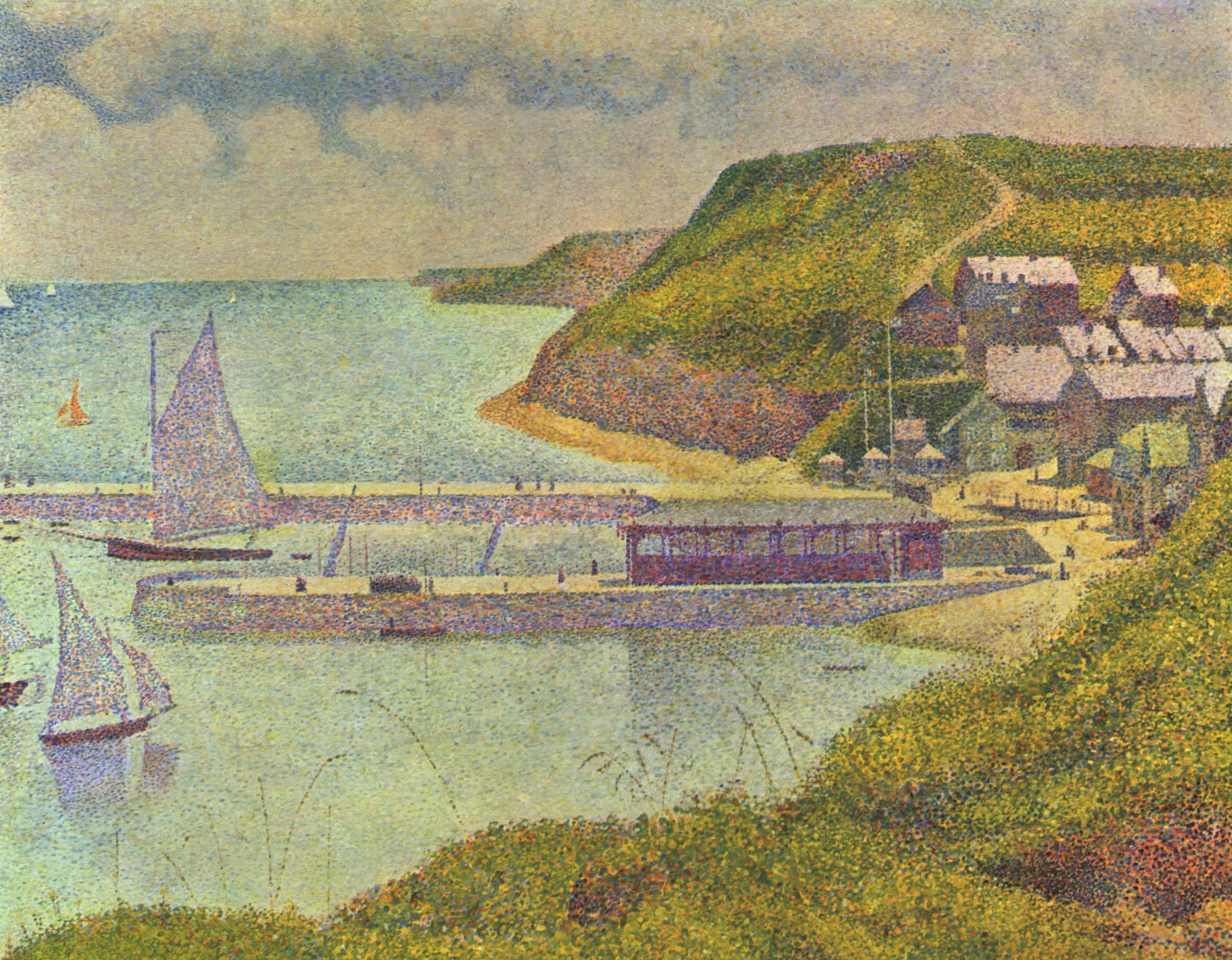
Marine
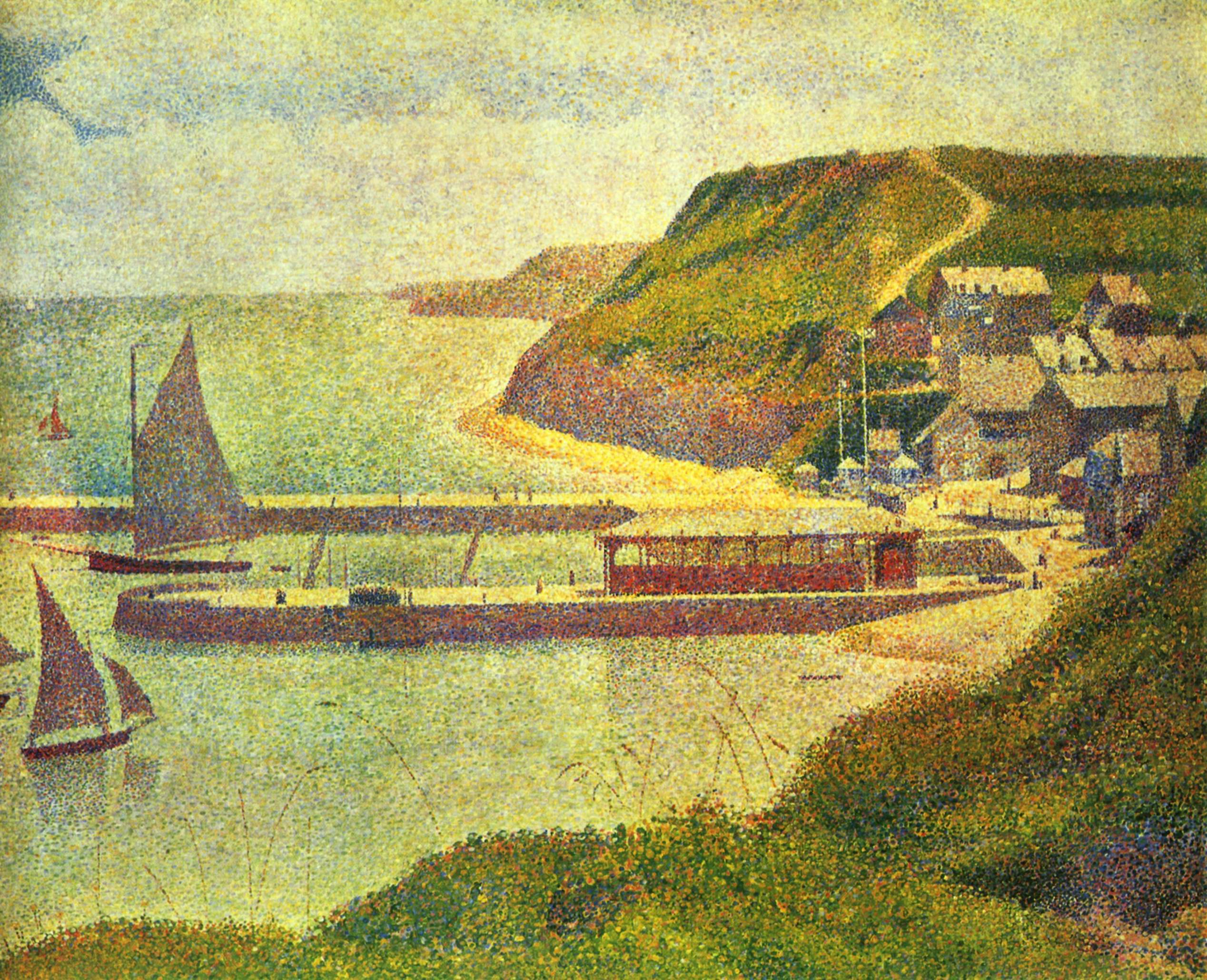
Port-en-Bessin
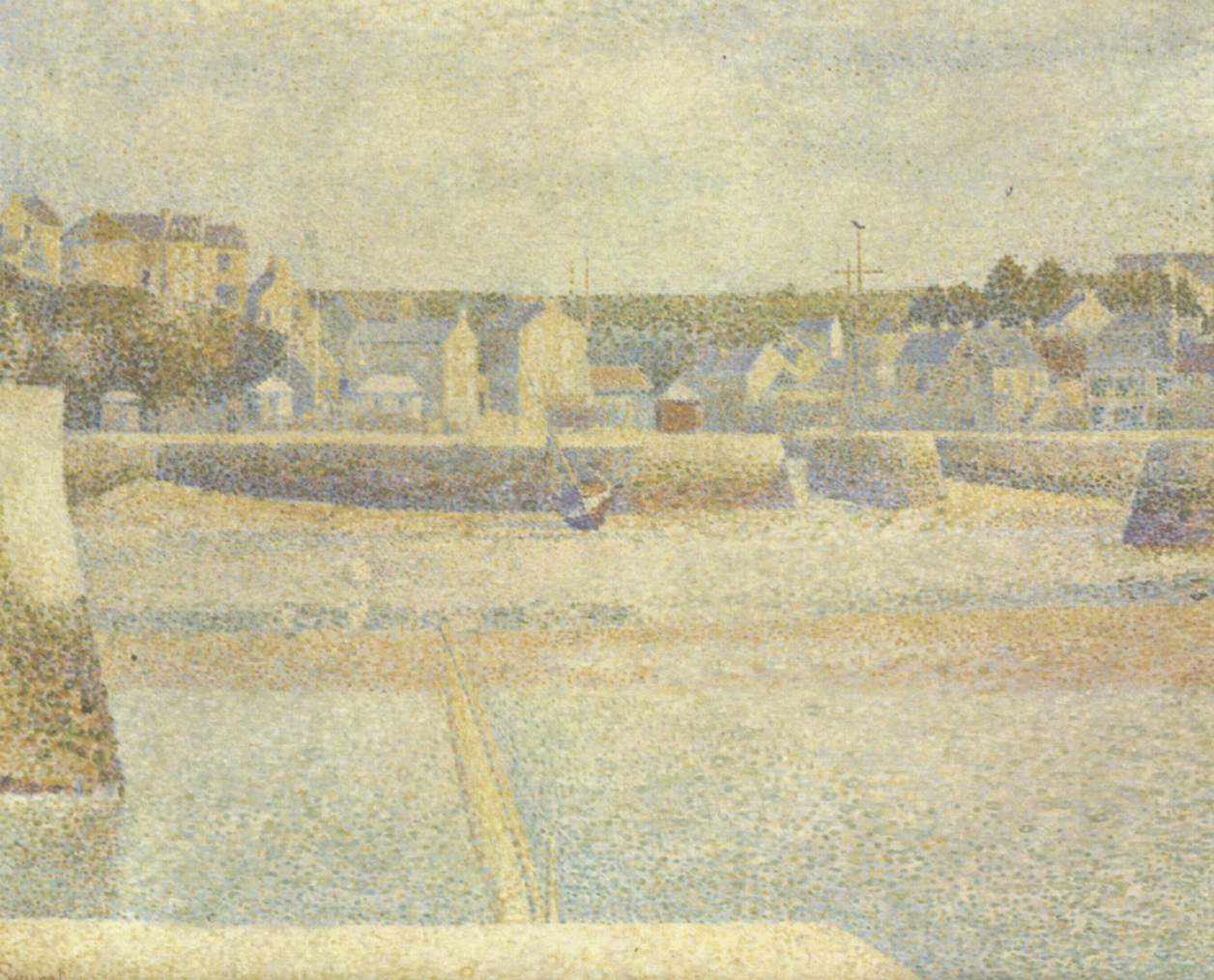
Porto di Port-en-Bessin.
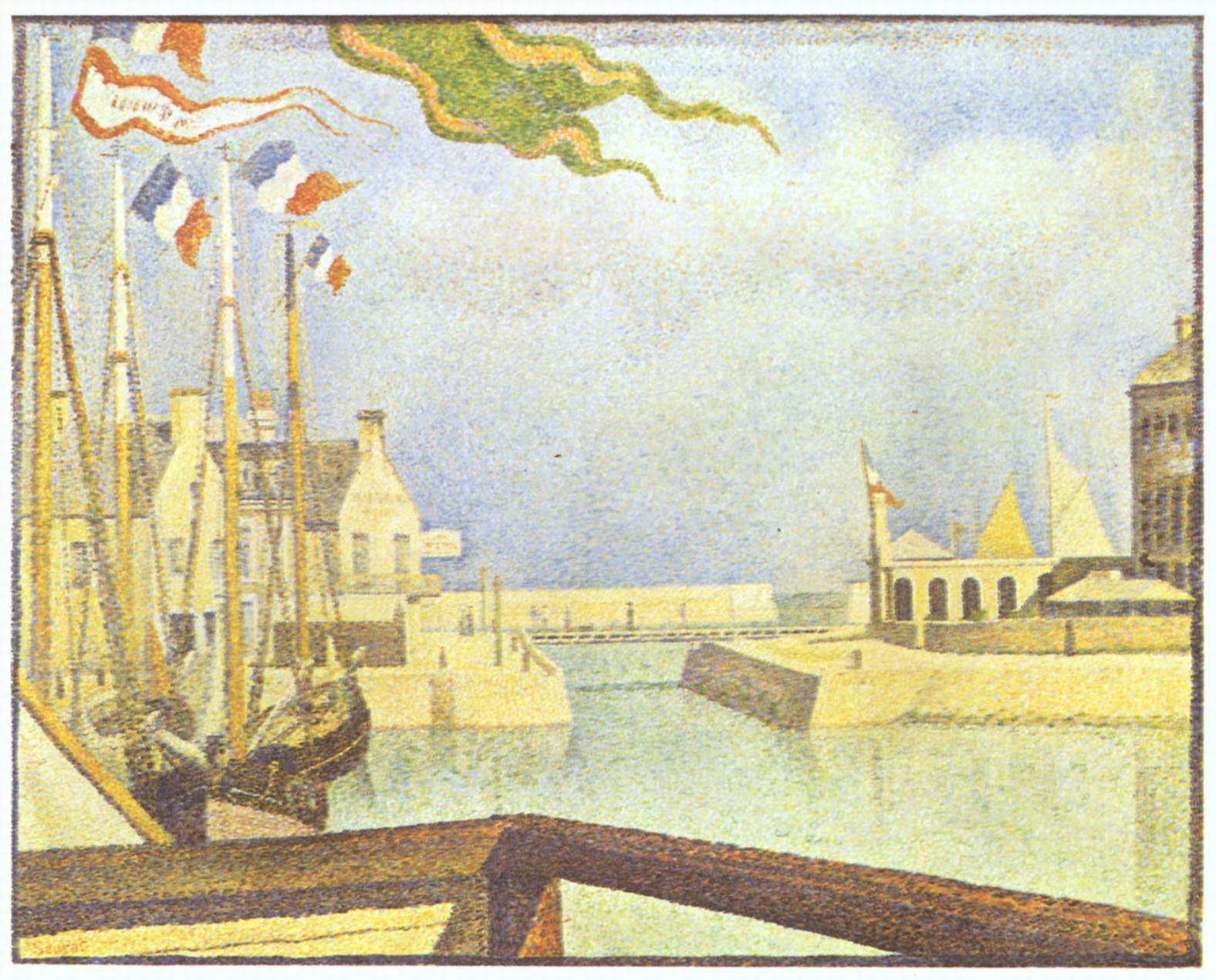
Sabato a Port-en-Bessin.